# Dalquestia grasshoffi
Dalquestia grasshoffi is een hooiwagen uit de familie Globipedidae.